# Sumatrotritia inusitata
Sumatrotritia inusitata är en kvalsterart som beskrevs av Sandór Mahunka 1989. Sumatrotritia inusitata ingår i släktet Sumatrotritia och familjen Euphthiracaridae. Inga underarter finns listade i Catalogue of Life.